# Marco Marzano
Marco Marzano (født 10. juni 1980) er en italiensk tidligere professionel cykelrytter.